# دفينجيلو
دفينجيلو هي بلدة في منتصف المسافة بين ميبل وأسن في هولندا مقاطعة درينته. وهي جزء من بلدية فيسترفيلد.